# Olga Börjeson
Olga Beatrice Börjeson, född 25 november 1898 i Fleninge församling, Malmöhus län, död 12 december 1983 i Maria församling, Helsingborg,  var en svensk psykiater. 
Börjeson, som var dotter till en lantbrukare, blev medicine licentiat vid Lunds universitet 1930, innehade olika underläkarförordnanden 1929–39, var förste läkare vid Malmö östra sjukhus 1940–42, vid Sidsjöns sjukhus i Sundsvall 1943-49, överläkare där 1949–51, biträdande läkare vid Beckomberga sjukhus i Stockholm 1951–53 och överläkare där 1953–64. Hon skrev artiklar i psykiatriska tidskrifter.